# Multímetro

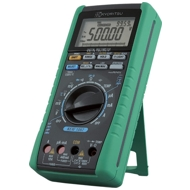
Multímetro Digital CAT IV 1000V.

Um multímetro ou multiteste (multimeter ou DMM - digital multi meter em inglês) é um aparelho destinado a medir e avaliar grandezas elétricas. Existem modelos com mostrador analógico (de ponteiro) e modelos com mostrador digital.
Utilizado na bancada de trabalho (laboratório) ou em serviços de campo, incorpora diversos instrumentos de medidas elétricas num único aparelho como voltímetro, amperímetro e ohmímetro por padrão e capacímetro, frequencímetro, termômetro entre outros, como opcionais conforme o fabricante do instrumento disponibilizar.
Tem ampla utilização entre os técnicos em eletrônica e eletrotécnica, pois são os instrumentos mais usados na pesquisa de defeitos em aparelhos eletro-eletrônicos devido à sua simplicidade de uso e, normalmente, portabilidade.
Diferentes fabricantes oferecem inúmeras variações de modelos. Oferecem uma grande variedade de precisões (geralmente destaca-se a melhor precisão para medidas em tensão CC), nível de segurança do instrumento, grandezas possíveis de serem medidas, resolução (menor valor capaz de ser mostrado/exibido), conexão ou não com um PC, etc.
Há modelos destinados a uso doméstico (onde o risco de um acidente é menor) e modelos destinados a uso em ambiente industrial (que devido as maiores correntes de curto-circuito apresentam maior risco). A precisão de leitura (exatidão) não é o que diferencia estas duas opções e sim sua construção interna (trilhas do CI mais espaçadas, maior espaçamento entre a placa de CI e a carcaça e maior robustez a transientes nos modelos industriais).

## Modelos de multímetro

### Analógico

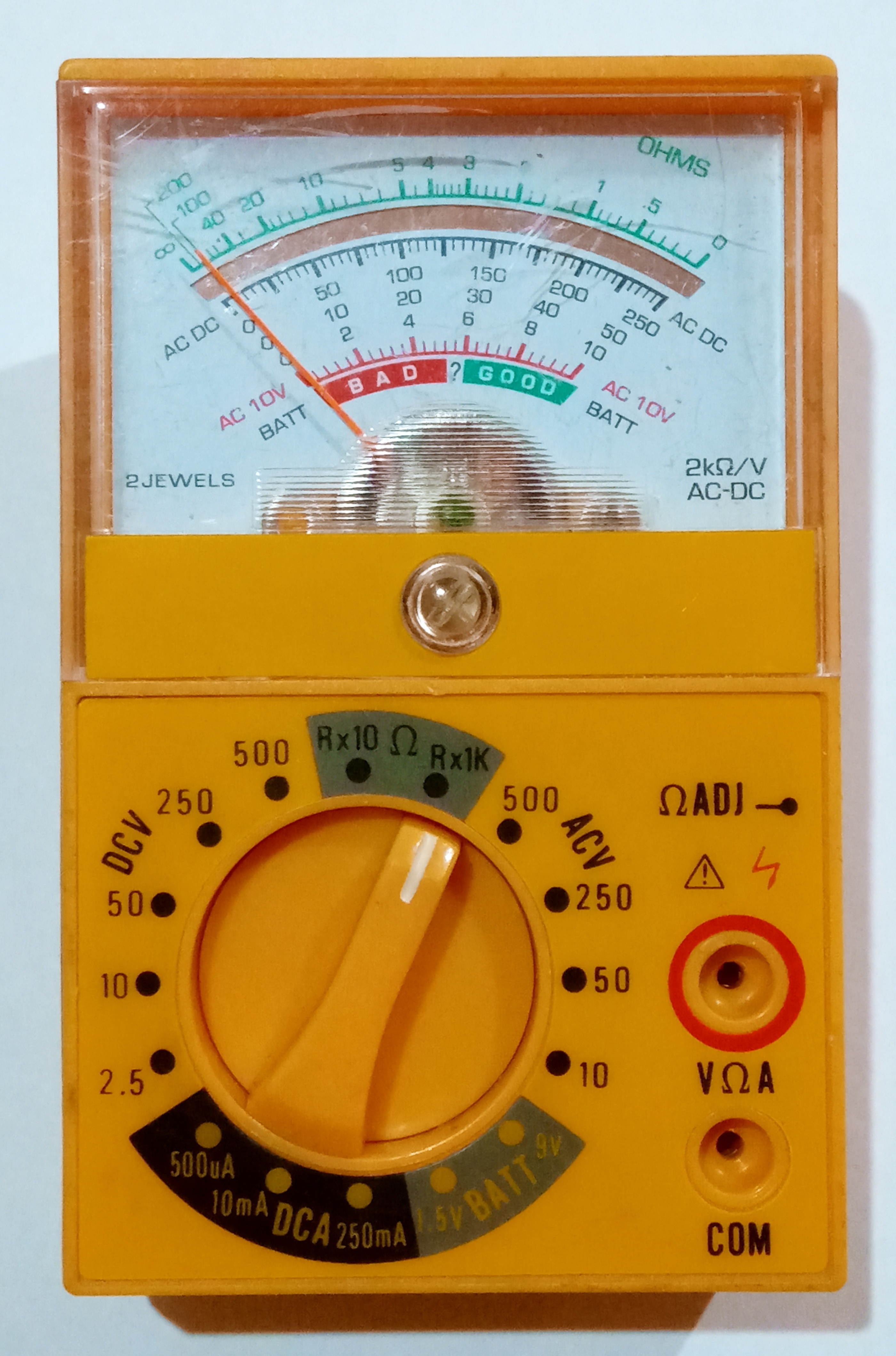
Multímetro analógico

O mostrador analógico funciona com base no galvanômetro, instrumento composto basicamente por uma bobina elétrica montada em um anel em volta de um ímã. O anel munido de eixo e ponteiro pode rotacionar sobre o ímã. Uma pequena mola espiral — como as dos relógios — mantém o ponteiro no zero da escala. Uma corrente elétrica passando pela bobina cria um campo magnético oposto ao do ímã promovendo o giro do conjunto. O ponteiro desloca-se sobre uma escala calibrada em tensão, corrente, resistência etc. Uma pequena faixa espelhada ao longo da escala curva do mostrador, ajuda a evitar o erro de paralaxe.
Este equipamento possui o que chamamos de suspensão, que trata de um mecanismo que permite um movimento com baixo atrito.
Estes também possuem uma escala sobre a qual são realizadas as leituras, esta caracteriza-se pelo:
- Calibre: Que é o valor máximo medido por um instrumento sem que ocorra nenhum dano
- Posição do zero: trata-se de quando o instrumento não está efetuando medidas, podendo este variar
- Linearidade: que se refere em como a escala é dividida

Principais características operacionais dos multímetros analógicos:
- Sensibilidade [S]: É uma grandeza diretamente relacionada com a resistência interna dos instrumentos, sendo esta calculada da seguinte forma:   S=1/Imáx [Ω/V]  Logo, quanto maior for a sensibilidade de um instrumento, melhor este será.
- Resolução: Através deste, torna-se possível identificar a capacidade de um instrumento em diferenciar grandezas com valores próximos entre si.

### Digital
O modelo com mostrador digital funciona convertendo a corrente elétrica em sinais digitais através de circuitos denominados conversores análogo-digitais. Esses circuitos comparam a corrente a medir com uma corrente interna gerada em incrementos fixos que vão sendo contados digitalmente até que se igualem, quando o resultado então é mostrado em números ou transferidos para um computador pessoal. Várias escalas divisoras de tensão, corrente, resistência e outras são possíveis.
Sua característica básica é a conversão dos sinais analógicos de entrada em dados digitais, sendo esta conversão realizada por circuitos eletrônicos. O que torna sua identificação evidente é seu display (visor), que pode ser de 2 tipos: LED ou LCD.
Abaixo encontra-se uma tabela, no qual torna-se possível identificar quais as vantagens e desvantagens de cada tipo de display:
| Tipo | Vantagens | Desvantagens |
| ---- | --- | --- |
| LED  | - Pode ser visualizado virtualmente de qualquer ângulo; - Proporciona leituras mais fáceis à distância; - É mais durável que LCD; - Pode ser utilizado em ambientes com pouca luz; - Seu tempo de resposta varia pouco com a temperatura ambiente - Pode ser utilizado em condições ambientais adversas; | - Consumo de energia mais elevado que o LCD; - Difícil leitura sob a luz solar;                                  |
| LCD  | - Permite leitura em ambientes externos, mesmo sob incidência direta de raio solar; - Consumo de energia muito baixo; | - Uso em ambientes com pouca luz exige iluminação de fundo; - Tempo de resposta decresce em baixas temperaturas; |

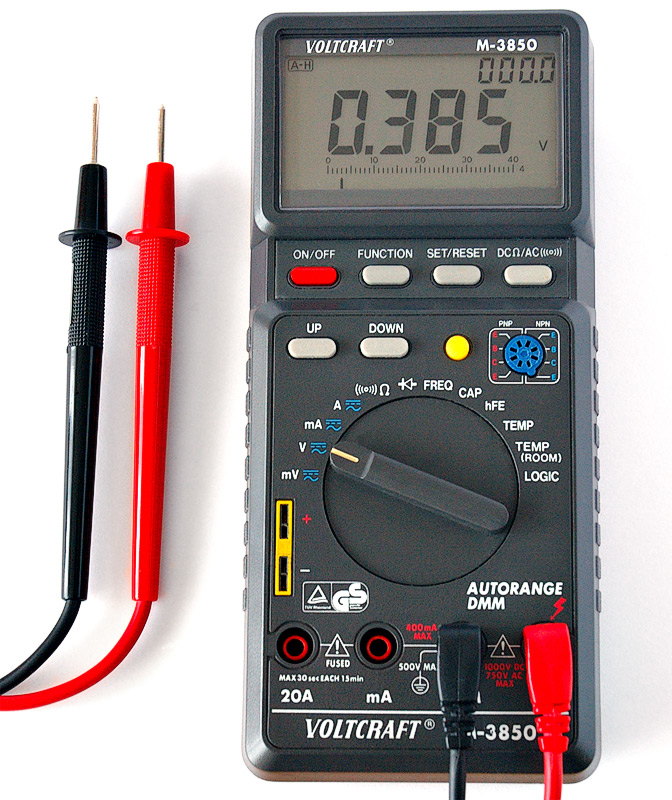
Multímetro digital

Principais características operacionais dos multímetros digitais:
- Resolução: esta é fornecida através do número de dígitos ou contagens de seu display;
- Exatidão: informa o maior erro possível em determinada condição de medição;
- Categoria:diz respeito à segurança,tanto do operador quanto do equipamento, desta maneira os instrumentos digitais são hierarquizados em 4 categorias de sobretensão, são elas:
- Categoria I: trata-se do equipamento de baixa energia com proteção, que limita efeito dos transientes;
- Categoria II: trata-se de equipamentos consumidores de energia fornecida por uma instalação fixa. Exemplos incluem aparelhos domésticos, laboratoriais entre outros;
- Categoria III: são equipamentos em instalações fixas.Exemplo: equipamentos para uso industrial com conexão permanente à uma instalação fixa.
- Categoria IV: são equipamentos para uso na origem da instalação. Exemplo:Medidor de eletricidade;

## Equipamentos TRUE RMS
A maioria dos medidores de tensão e corrente não são muito confiáveis quando se trata de formas de ondas que não são senoidais, assim, para estas situações, somente os instrumentos classificados como True RMS são confiáveis e darão a indicação exata.

## Grandezas a serem medidas
A definição sobre qual medição será realizada, acontece por uma chave rotativa que seleciona a função a ser realizada . O multímetro é composto por diversas funções de medições, entre elas temos:

### Voltímetro
Esta função é utilizada para medir tensões AC/DC; Um voltímetro considerado ideal apresenta na entrada uma resistência elétrica de valor infinito, de forma que a corrente que o percorre é nula, assim não se estabelece uma diferença de potencial no aparelho, garantindo assim a não interferência do aparelho no funcionamento do circuito.

### Amperímetro
Esta função é utilizada para medir correntes. Um amperímetro é considerado como ideal quando possui resistência interna igual a zero, ou seja, equivale a um curto-circuito. Na prática, a menos que se busque grande exatidão em uma medida, pode-se considerar que os amperímetros são ideais.

### Ohmímetro
Esta função é utilizada para medir resistividade. Um ohmímetro  considerado como ideal mede a resistência conectada entre seus terminais e entrega potência nula ao resistor.

## Cuidados
Como qualquer equipamento eletrônico, o multímetro necessita de cuidados, tanto para o equipamento como para o operador, em sua utilização:
- nunca se deve ligar um amperímetro em paralelo com a carga que se deseja medir a corrente, pois quando ligado em paralelo causará um curto-circuito nos terminais da carga, podendo ocasionar a queima do equipamento e risco de choque elétrico no operador;
- um voltímetro não deve ser colocado em série na carga que se deseja medir a tensão pois haverá interrupção da corrente demandada pela carga.
- não utilizar a escala de corrente para medir tensão e vice-versa.
- nunca tentar medir resistência com o circuito ligado, podendo ocorrer em dano no equipamento.
- ao utilizar equipamentos analógicos ou digitais sem comutação automática de escala, deve-se observar a escala correta do circuito testado. Caso isso não ocorra, poderá ocorrer uma sobre-carga no circuito interno do equipamento e consequentemente, danos internos.